# Dwars door het Hageland
La Dwars door het Hageland (it.: Attraverso l'Hageland) è una corsa in linea maschile di ciclismo su strada che si svolge nella zona di Aarschot, in Belgio, ogni anno nel mese di agosto. 
Creata nel 2001, la gara fu inizialmente organizzata per tre sole edizioni consecutive inserite nel calendario del Belgio; dopo due anni di assenza tornò ad essere organizzata nel 2006, sempre come evento nazionale. Nel 2010 entrò a far parte del calendario dell'UCI Europe Tour nella categoria 1.2; di conseguenza poterono prendervi parte squadre belghe con licenza Professional Continental e Continental, squadre nazionali, regionali e club. Dopo tre anni di interruzione, dal 2013 al 2015, rientrò nel calendario dal 2016 nella categoria 1.1, spostando la data di programmazione a inizio agosto. Dal 2020 la competizione è stata promossa nel calendario UCI ProSeries come categoria 1.Pro.

## Albo d'oro
Aggiornato all'edizione 2025.
| Anno      | Vincitore            | Secondo             | Terzo                 |
| --------- | -------------------- | ------------------- | --------------------- |
| 2001      | Jan Claes            | Wesley Bellen       | Sandro Bignen         |
| 2002      | Frank Verjans        | Wouter Van Mechelen | Niels Hammers         |
| 2003      | Gordon McCauley      | Andy Vanhoudt       | Kurt Wouters          |
| 2004-05   | non disputata        |                     |                       |
| 2006      | Gediminas Bagdonas   | Nico Kuypers        | Simas Kondrotas       |
| 2007      | Dave Bruylandts      | Nico Kuypers        | Kurt Van Goidsenhoven |
| 2008      | Bert Scheirlinckx    | Lieuwe Westra       | Nico Sijmens          |
| 2009      | Geert Omloop         | Benny De Schrooder  | Benjamin Gourgue      |
| 2010      | Frédéric Amorison    | Stijn Steels        | Michael Tronborg      |
| 2011      | Grégory Habeaux      | Huub Duyn           | Christian Møberg      |
| 2012      | Timothy Stevens      | Davy Commeyne       | Niko Eeckhout         |
| 2013-2015 | non disputata        |                     |                       |
| 2016      | Niki Terpstra        | Wout Van Aert       | Florian Sénéchal      |
| 2017      | Mathieu van der Poel | Taco van der Hoorn  | Wout Van Aert         |
| 2018      | Krists Neilands      | Elia Viviani        | Gianni Vermeersch     |
| 2019      | Kenneth Vanbilsen    | Niki Terpstra       | Quinten Hermans       |
| 2020      | Jonas Rickaert       | Nils Eekhoff        | Gianni Vermeersch     |
| 2021      | Rasmus Tiller        | Danny van Poppel    | Yves Lampaert         |
| 2022      | Oscar Riesebeek      | Gianni Vermeersch   | Florian Sénéchal      |
| 2023      | Rasmus Tiller        | Stan Van Tricht     | Florian Vermeersch    |
| 2024      | Gianni Vermeersch    | Jonas Abrahamsen    | Hartthijs de Vries    |
| 2025      | Paul Magnier         | Rasmus Tiller       | Tibor Del Grosso      |